# Centro della comunità ebraica di Cracovia

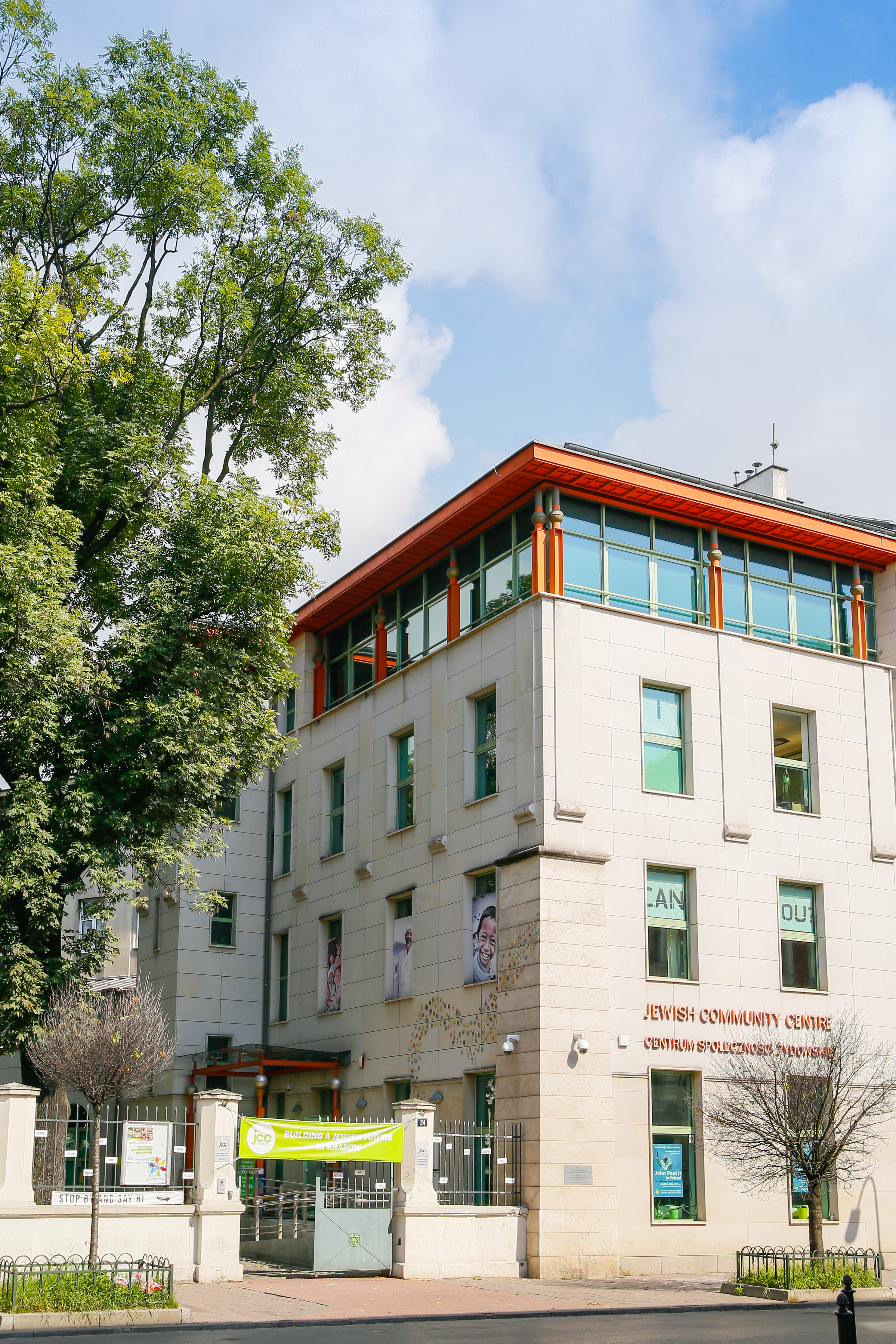
Centro comunitario ebraico di Cracovia

Il Centro comunitario ebraico di Cracovia (in polacco Centrum Społeczności Żydowskiej w Krakowie, in inglese Jewish Community Center - JCC - ) è un centro educativo e culturale secolare ebraico, fondato nel 2008 su iniziativa del Principe Carlo. Il JCC si trova nel quartiere Kazimierz di Cracovia, in un edificio che sorge nel giardino sul retro della sinagoga Tempel in parte adiacente alle case vicine.
Non è da confondersi, e non fa parte, della Comunità Ebraica di Cracovia (in polacco Gmina Wyznaniowa Żydowska w Krakowie), organo che continua la Comunità esistente dal XV secolo e dei cui immobili è erede.
- Nome in inglese: Jewish Community Center
- Anno di fondazione: 29 aprile, 2008
- Sede: Cracovia
- Direttore: Jonathan Ornstein
- Indirizzo: ul. Miodowa 24, 31-055 Cracovia, Polonia

## Storia del progetto
Il 12 giugno 2002, in occasione di una visita a Cracovia, il principe del Galles Carlo rimase affascinato dal quartiere Kazimierz. Il giorno seguente, durante un incontro con i rappresentanti della Comunità Ebraica della città, venne a sapere che la comunità potrebbe avere un ulteriore luogo in cui i suoi membri si possano incontrare. Il principe promise un aiuto, e procurò i finanziamenti per realizzare il progetto. All'iniziativa si unì il World Jewish Relief e l'American Jewish Joint Distribution Committee. Abbastanza lungo si rivelò l'iter per il disbrigo di tutte le formalità collegate con il permesso di costruzione.
Il 14 novembre 2006, nella sinagoga Tempel ebbe luogo la cerimonia inaugurale per la costruzione del centro. Alla manifestazione parteciparono: Nigel Layton, presidente del World Jewish Relief, Jossi Erez, presidente della American Joint Distribution Committee, Piotr Kadlčik, presidente dell'Unione delle comunità religiose ebraiche della Polonia, Tadeusz Jakubowicz, presidente della Comunità Ebraica di Cracovia, il rabbino capo della Galizia Edgar Gluck, e il rabbino di Cracovia Boaz Pash.
La costruzione del centro venne completata nel 2008. L'edificio ha quattro piani, con una superficie di circa 800 metri quadrati, per un costo di circa 10 milioni di złoty (2020: circa 2 milioni di euro. Il Jewish Community Center avrebbe dovuto essere un luogo di eventi culturali e punto di incontro della comunità ebraica. Lo scopo avrebbe dovuto esser stato quello di servire non solo la comunità ebraica e le sue organizzazioni, ma anche tutti gli abitanti di Cracovia e i turisti. Al tempo furono predetti, tra l'altro, uffici, sale conferenze, ristorante, internet cafe, ambulatorio medico e una sala di riabilitazione.
Il 29 aprile 2008 si celebrò l'inaugurazione ufficiale del centro. Per l'occasione, giunsero a Cracovia il principe Carlo e sua moglie Camilla.per presenziare alla cerimonia e alla consegna alla comunità ebraica locale.

## Attività
Il Centro riunisce persone di origine ebraica e persone interessate alla cultura, all'religione e alla tradizione ebraica. Nel Centro si avrebbero dovuto aver condotto diverse lezioni, corsi, laboratori e l'insegnamento delle lingue straniere. Periodicamente si avrebbero dovuto essere organizzate mostre d'arte, vernissage, festival, proiezioni di film, promozioni di libri e conferenze sul giudaismo, il chassidismo, la legge ebraica e i principi religiosi. Saltuariamente nell'edificio del JCC venne organizzata una cena per lo Shabbat. Per celebrare le festività ebraiche nel Centro si organizzano talvolta incontri, eventi e diverse feste.
In JCC funzionano saltuariamente il Club della Terza Età, il Club degli studenti ebrei di Cracovia e un mini asilo nido. Nel seminterrato si trova una biblioteca col nome Remuh, creata dall'Associazione ebrea Czulent nel giugno 2005, con circa 2.000 libri, tra cui: prosa israeliana, la Torah e il Talmud, ricordi, album, fumetti, manuali e dizionari.

## Classi
- Lingua ebraica
- Lingua yiddish
- Lingua inglese
- Lingua spagnola
- Laboratorio di canzone yiddish
- Laboratorio genealogico
- Laboratori Didattici
- Danza del ventre
- Ballo israeliano
- Yoga
- Krav Maga